# Томас Альстрем
Томас Альстрем (швед. Thomas Ahlström, нар. 17 липня 1952) — шведський футболіст, що грав на позиції нападника.
Виступав за клуби «Ельфсборг» та «Олімпіакос», а також національну збірну Швеції, у складі якої був учасником чемпіонату світу 1974 року.

## Клубна кар'єра
У дорослому футболі дебютував 1970 року виступами за команду «Ельфсборг», в якій провів десять сезонів, взявши участь у 176 матчах чемпіонату, в яких забив 53 голи.
В кінці 1979 року Томас перейшов у грецький «Олімпіакос» і відіграв за клуб з Пірея наступні два з половиною роки своєї ігрової кар'єри. За цей час тричі виборював титул чемпіона Греції та по разу ставав володарем Кубка та Суперкубка Греції.
У січні 1982 року він повернувся до свого попереднього клубу, в якому в 1983 році став найкращим бомбардиром шведської ліги, забивши 16 голів. Після вильоту в кінці наступного сезону через гіршу різницю голів Томас Альстрем оголосив про завершення ігрової кар'єри. Всього нападник за кар'єру провів 237 ігор у Аллсвенскан та забив 101 гол, завдяки чому є другим найкращим бомбардиром в історії турніру після легендарного Свена Юнассона.

## Виступи за збірну
11 листопада 1973 року дебютував в офіційних матчах у складі національної збірної Швеції у грі кваліфікації на чемпіонат світу 1974 року проти збірної Мальти (2:1). Завдяки цій перемозі шведи кваліфікувались у фінальну стадію турніру. На самому чемпіонаті світу 1974 року у ФРН зіграв у двох матчах — з Уругваєм (3:0) і Польщею (0:1), а збірна вилетіла після другого групового етапу.
Загалом протягом кар'єри у національній команді, яка тривала 10 років, провів у її формі 11 матчів і забив 2 голи.

## Титули і досягнення

### Командні
- Чемпіон Греції (3):

«Олімпіакос»: 1979–1980, 1980–1981, 1981–1982
- Володар Кубка Греції (1):

«Олімпіакос»: 1980–1981
- Володар Суперкубка Греції (1):

«Олімпіакос»: 1980

### Особисті
- Найкращий бомбардир Аллсвенскан ліги: 1983 (16 голів)